# Mors

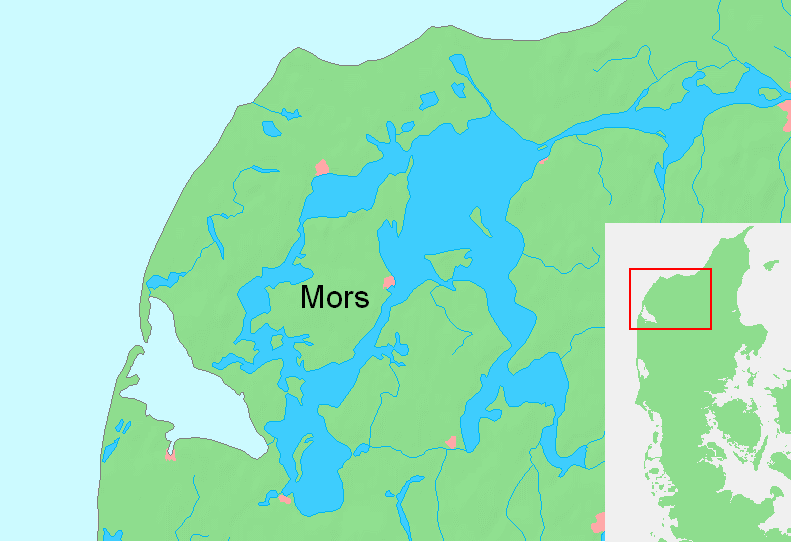
Đảo Mors trong Limfjorden

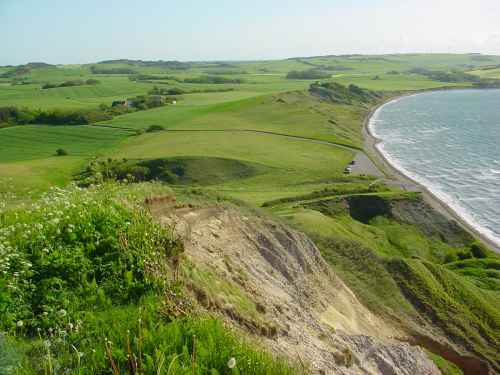

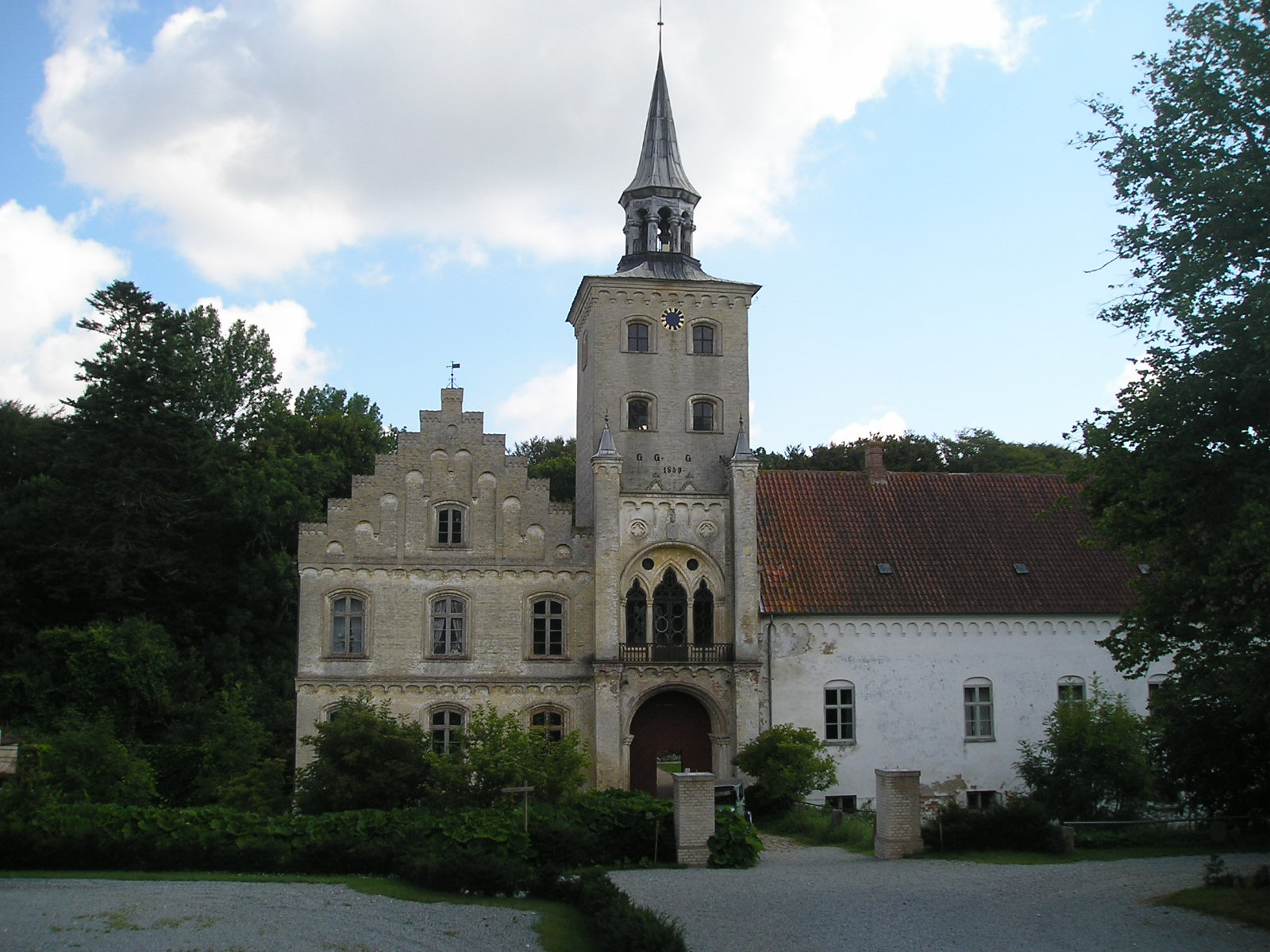
Lâu đài Højriis (thế kỷ 14) ở Sallingsund trên đảo Mors

Mors hoặc Morsø (rất hiếm khi gọi là Morsland) là 1 đảo của Đan Mạch trong Limfjorden (vịnh hẹp khoét sâu vào đất liền) giữa Salling và Thy. Đảo có diện tích 363,3 km² với số dân 22.091 (năm 2008). Thành phố lớn nhất của đảo là Nykøbing Mors, cũng là trụ sở của thị xã Morsø bao gồm đảo Mors, đảo Agerø và vài đảo nhỏ nữa.

## Giao thông
Về phía bắc, Mors nối với Thy bằng cầu Vilsund, về phía đông nam nối với Salling bằng cầu Sallingsund. Cũng có tàu phà tới Thy ở Neessund và tới Hanherred ở Feggesund.

## Địa chất
Phần lớn đất ở Mors có rất nhiều tảo cát (diatomaceous earth) và chứa rất nhiều vật hóa thạch.

## Các thành phố và làng
- Solbjerg
- Bjergby
- Erslev
- Elsø
- Flade
- Fredsø
- Frøslev
- Hvidbjerg
- Karby
- Lødderup
- Nykøbing Mors
- Redsted
- Sejerslev
- Sillerslev
- Sundby
- Sønder Dråby
- Thorup
- Tæbring
- Tødsø
- Vester Assels
- Vester Jølby
- Vils
- Ørding
- Øster Assels
- Øster Jølby

## Bảng kê dân số theo năm

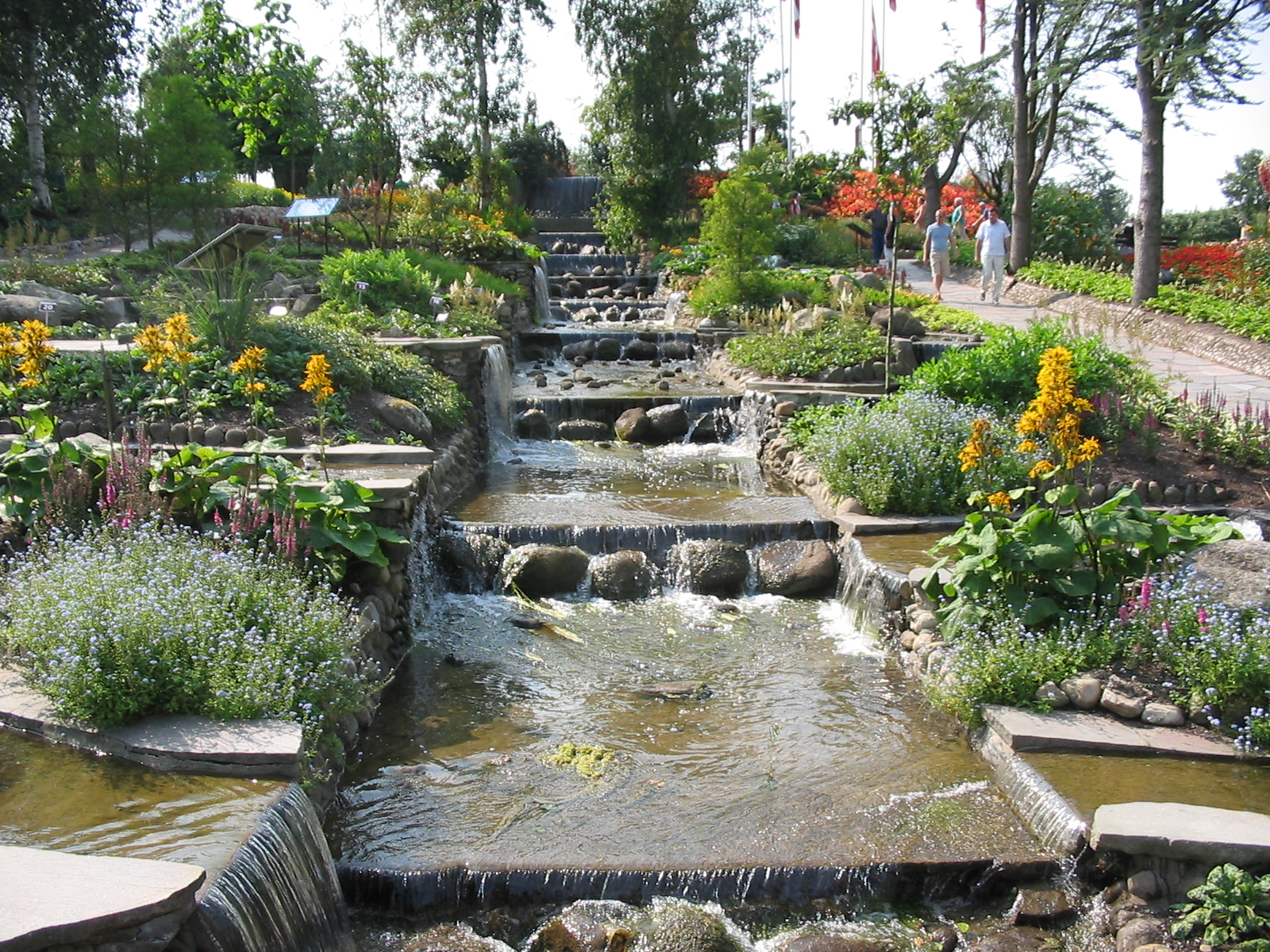
Công viên Jesperhus (7 ha)

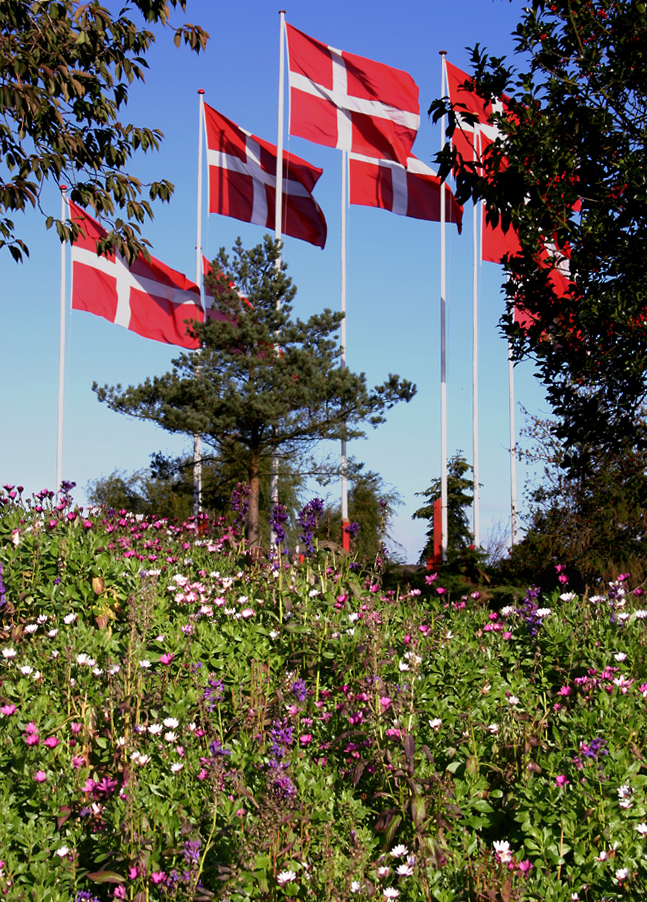
Công viên hoa Jesperhus ở Legind Bjerge trên đảo Mors

- 1901 - 22.237
- 1906 - 23.087
- 1911 - 24.270
- 1916 - 25.258
- 1921 - 26.269
- 1925 -	26.539
- 1930 -	26.059
- 1935 - 26.162
- 1940 -	26.261
- 1945 - 26.883
- 1950 -	27.116
- 1955 - 27.263
- 1960 - 26.766
- 1965 -	25.739
- 1970 - 25.029
- 1976 - 24.596
- 1981 - 24.540
- 1986 - 24.087
- 1990 - 23.774
- 1995 - 23.142
- 1998 - 23.028
- 1999 - 23.001
- 2000 - 22.957
- 2001 - 22.778
- 2002 - 22.638
- 2003 - 22.641
- 2004 - 22.604
- 2005 - 22.441
- 2006 - 22.333
- 2007 - 22.196
- 2008 - 22.091